# Vickers FB.5
Vickers FB.5 Gunbus – pierwszy wykorzystany bojowo podczas I wojny światowej samolot myśliwski, zbudowany specjalnie do prowadzenia walk powietrznych przez brytyjską wytwórnię lotniczą Vickers Limited. FB.5 był dwumiejscowym dwupłatem ze śmigłem pchającym uzbrojonym w jeden karabin maszynowy Lewis kalibru .303 cala (7,7 mm) obsługiwany przez obserwatora ulokowanego w przedniej kabinie praktycznie na dziobie maszyny. Symbol FB.5 był skrótem od pełnej angielskiej nazwy Fighter Biplane 5 oznaczającej dwupłatowiec myśliwski model 5. Nazwa maszyny Gunbus w dosłownym tłumaczeniu oznacza uzbrojony autobus, ale popularnie w języku angielskim terminem bus można określić większość środków transportu, także i samolot.

## Konstrukcja
FB.5 był dwumiejscowym samolotem w konfiguracji ze śmigłem pchającym, często spotykanej na początku I wojny światowej. W krótkim zbudowanym z rur stalowych i pokrytym płótnem kadłubie umieszczono stanowisko strzelca-obserwatora uzbrojonego w zainstalowany na elastycznym mocowaniu karabin maszynowy Lewis, a tuż za nim kabinę pilota. Na końcu kadłuba zamontowano silnik Gnôme Monosoupape o mocy 100 KM ze dwułopatowym śmigłem pchającym. Ponad kadłubem znajdował się drugi płat przytwierdzony do płata dolnego i kadłuba zastrzałami i usztywniającymi konstrukcję odciągami stalowymi. Usterzenie ogonowe zainstalowano na końcu biegnących od skrzydeł czterech belek, przy czym statecznik poziomy znajdował się nad sterem kierunku. Belki ogonowe połączone były między sobą czterema pionowymi zastrzałami i wzmocnione stalowymi odciągami. Podwozie główne stanowiły dwa duże koła zamocowane do kadłuba i wzbogacone o dodatkowe długie płozy zabezpieczające przed kapotażem.

## Historia
Maszyna została oblatana w lipcu 1914 roku i wprowadzona do służby w Royal Flying Corps 5 lutego 1915 roku. Była to piąta maszyna z eksperymentalnej serii dwupłatowych samolotów myśliwskich Vickersa (Experimental Fighting Biplanes) budowanej od 1913 roku. Uważa się, że były to pierwsze samoloty projektowane specjalnie pod kątem uzbrojenia w karabin maszynowy. Głównym konstruktorem był A.R. Low. Konstrukcja i układ aerodynamiczny samolotu wywodził się ogólnie z budowanych na licencji przez Vickersa od 1912 roku samolotów Farmana. Inicjatorem prac była Admiralicja brytyjska, składając zamówienie 19 listopada 1912 roku. Poprzednie wersje rozwojowe maszyny to:
- Typ 18 „Destroyer”, oznaczony później EFB.1 — pierwszy samolot z pchającym śmigłem, napędzany silnikiem w układzie V8 Wolseley o mocy 80 KM i uzbrojony w karabin maszynowy Vickers 7,7 mm, zbudowany na początku 1913 roku[1]. Samolot uległ katastrofie podczas pierwszego startu w lutym 1913 roku[1].
- EFB.2 — drugi egzemplarz samolotu, z silnikiem rotacyjnym Gnôme o mocy 80 KM, oblatany 26 listopada 1913 roku[1].
- EFB.3 — trzecia zmodyfikowana maszyna, na której wprowadzono płaty o równej rozpiętości (wcześniej dolny miał mniejszą rozpiętość) i sterowanie za pomocą lotek zamiast zwichrowania skrzydeł[1]. Z powodu trudności z prowadzeniem taśmy, karabin maszynowy Vickers zastąpiono następnie karabinem maszynowym Lewis zasilanym z magazynków[1]. W marcu 1914 roku demonstrowany był na wystawie lotniczej Olimpia i nazwany przez prasę „gunbus”[1],
- EFB.4 — ostateczna wersja samolotu zamówiona przez Ministerstwo Wojny w serii informacyjnej sześciu maszyn. Po zaakceptowaniu projektu samolot został skierowany do produkcji seryjnej jako FB.5.

## Użycie bojowe
Oblatana w lipcu 1914 roku maszyna 5 lutego 1915 roku trafiła do służby w 5. Eskadrze Królewskiego Korpusu Powietrznego (RFC), a 11 Eskadra RFC stała się pierwszą eskadrą myśliwską w historii. Eskadra ta od 25 czerwca 1915 roku stacjonowała w Villers-Bretonneux we Francji.
FB.5 był jedynym samolotem produkcji wytwórni Vickersa, który odegrał znaczącą rolę w działaniach powietrznych podczas I wojny światowej. Drugi samolot wytwórni, bombowiec Vickers Vimy wszedł do służby zbyt późno. Myśliwce FB.5 ostatecznie wycofano ze służby pod koniec 1915 ze względu na wprowadzenie przez Niemców charakteryzujących się znacznie lepszymi parametrami jednopłatowych samolotów Fokkera.
Łącznie zbudowano 224 egzemplarze myśliwców FB.5 z czego 119 w wytwórni Vickersa, 99 w wytwórni Darracq we Francji i 6 w wytwórni Nielson w Danii. W 1916 roku zastąpiono je nieznacznie zmodyfikowanymi samolotami Vickers FB.9. Pomijając średnią efektywność Vickersów FB.5 zapisały się one doskonale w pamięci niemieckich pilotów, którzy niejednokrotnie raportowali zestrzelenie Vickersów, choć w rzeczywistości były to podobne Airco DH.2 i RAF FE.2b.